# Легат Олге Јеврић
Легат Олге Јеврић  једно је од културних добара Србије, чији главни део чини, осим неколико раних портрета и неколико радова из познијих фаза стваралаштва, скулптуре са прве самосталне изложбе Олге Јеврић одржане у галерији УЛУС-а на Теразијама у Београду 1957. године.
Легат има трајну поставку која се повремено иновира и доприноси представљању и популаризацији овог културног добра.

## Смештај
Легат Олге Јеврић чува се у згради Српске академије наука и уметности, у Кнез Михаиловој улици бр. 35, у Београду.
У току 2012. године започети су радови на адаптацији простора Легата у згради САНУ уз помоћ Градске општине Стари град, Градске општине Врачар, Секретаријат за културу града Београда, Министарство културе и информисања Републике Србије. Нкон обнове простор је опремљен витринама, а приликом формирања нове, осавремењене поставке примењени су стандарди модерне музеолошке праксе чувања и излагања.

## Историја
Легат је настао када је Српска академија наука и уметности примила Уговором о поклону 2007. године изузетну збирку од 147 скулптура малог и средњег формата која представља богат и узоран стваралачки опус академика Oлге Јеврић.

## Дело Oлге Јеврић
Олга Јеврић се појављује у време које је веома бурно и окренуто новим вредностима, непосредно након Другог светског рата. У променама које су се догодиле у ликовним уметностима у Југославији после 1950. година, када се она ослободила државне естетике социјалистичког реализма, Олга Јеврић је од средине те деценије дала значајан допринос за настајање модерног и савременог израза у скулпторском стваралаштву.
Изложба Олге Јеврић „Просторне композиције“, одржана у галерији УЛУС 1957. године, снажно је одјекнула на ликовној сцени. Ова изложба окарактерисала је Олгу Јеврић као вајара која је на смео и радикалан начин, прва међу југословенским и српским скулпторима, прекинула традицију представљања стварности, окренувши се самој суштини скулптуре у којој је видела подстицај за сопствено деловање и формирање јединственог уметничког израза. Године 1958. Олга Јеврић излаже на XXIX Венецијанском Бијеналу када је запажа и страна ликовна критика.

Готово шест деценија дугим присуством на српској ликовној сцени, скулпторски опус Олге Јеврић издваја се аутентичним модернизмом. Њене скулптуре поседују универзална формална и метафоричка значења изражена експресивним и сензибилним језиком, при чему је она створила оригиналну, чисто ликовну форму прочишћену до апстрактног, универзалног облика. 
Олга Јеврић је припадала генерацији српских уметника који су спровели изузетно значајно померање ка савременом изразу и постала је један од најистакнутијих носилаца српске савремене уметности. Прекинула је традицију интерпретирања стварности окренувши се самом бићу скулптуре с јасно одређеним скулпторским ставом и формирајући јединствен уметнички изрaз. Сопственим технолошким поступком, комбиновањем и синтетизовањем цемента и гвозденог праха, стварала је материјал за своје скулптуре , чија својства доводе до настанка облика и масе поступком таложења слојева (фери-оксид, цемент, прскано гвожђе, шипке).

## Језгро и поставка
Језгро легата
Језгро Легата чине скулптуре с прве самосталне изложбе.
Поставка легата

Стална поставка обухвата скулптуре малог и средњег формата, настале од 1956. до 1998. године (које посетиоце на најбољи начин упознају са уметношћу Олге Јеврић). 
Поставка, поред естетске категорије, поседује и дидактичку те је при одабиру скулптура у обзир узето више критеријума: јединственост скулптура, њихов естетски квалитет, историјски значај, документарна вредност. Неизложене скулптуре чувају се у депоу САНУ.

## Активности
Поред изложбене активности, у Легату Олге Јеврић обавља се и:
- научноистраживачка делатност која се односи на ауторкин рад и стваралаштво, као и на период у којем је живела и стварала,
- прукупљање и чување документација о делу Олге Јеврић,
- чува објављена грађа, дигитална грађа, фотографије, каталози, хемеротека и научни прилози, који су резултат научноистраживачког рада,
- активност везана зе стварање услова за доступност садржаја, грађе и услуга научним круговима.

## Значај
Садржина овог значајног фонда конципирана је и презентована тако да се широј јавности што боље представи вајарски опус академика Олге Јеврић.